# Les Humanoïdes associés
Les Humanoïdes associés, informalment també anomenats «Les Humanos», és una editorial de còmics francesa fundada el desembre de 1974 per Mœbius, Jean-Pierre Dionnet, Philippe Druillet i Bernard Farkas.
Creada amb l'objectiu de publicar la revista mensual Métal hurlant, es va especialitzar inicialment en ciència-ficció. Posteriorment es va diversificar en tots els gèneres de còmics. Des dels seus inicis, Les Humanoïdes associés ha estat present en diversos mercats, inclòs el mercat americà, sota el nom d'Humanoids. El 2013, la seu de l'empresa es va traslladar a Los Angeles i l'editorial francesa es va convertir en una branca del grup Humanoids.

## Històric

### Métal hurlanti els inicis
El desembre de 1974, el crític i guionista Jean-Pierre Dionnet, els autors Philippe Druillet i Mœbius i l'empresari Bernard Farkas van decidir fundar «Les Humanoïdes associés» per publicar una revista trimestral de ciència-ficció, reeditar Le Bandard fou i «preparar moltes altres coses». El gener següent va aparèixer el primer número de la revista Métal hurlant, de la qual Dionnet n'era el redactor en cap.
La revista acull sobretot històries dels gèneres fantàstic i de ciència-ficció. Dins d'aquests gèneres, Dionnet afavoreix la diversitat, publicant tant Chantal Montellier com Philippe Druillet. També pretén presentar autors estrangers: el nord-americà Richard Corben apareix al primer número, seguit del seu compatriota Vaughn Bodé, el brasiler Sergio Macedo, el suís Daniel Ceppi, l'holandès Joost Swarte, etc. L'any 1977, la revista recupera Les Naufragés du temps de Paul Gillon i el febrer de 1979 Blueberry (Nez Cassé) de Jean Giraud i Jean-Michel Charlier. El març del mateix any també va publicar el primer episodi de Jeremiah de Hermann, La nuit des rapaces.
A finals de 1975 l'editorial va publicar els dos primers àlbums: Jason Muller, de Claude Auclair i Rolf, de Richard Corben. Amb el pas dels anys, l'editorial va anar publicant cada cop més àlbums (deu el 1976, quinze el 1977, disset el 1978, vint-i-vuit el 1979, trenta-vuit el 1980, etc.). En aquestes publicacions s'hi troben autors de la revista com Druillet, Mœbius (l'àlbum de culte Arzach va aparèixer l'any 1976), Jean-Claude Gal, Jacques Tardi, René Pétillon, Chantal Montellier, Frank Margerin, Serge Clerc, Alain Voss, Denis Sire, Ted Benoît, Dominique Hé, Nicole Claveloux o François Schuiten, etc. Publica altres autors, italians com Guido Buzzelli o Hugo Pratt, argentins com Alberto Breccia, clàssics del còmic nord-americà, com Conan the Barbarian, The Spirit i Nick Fury o còmic anglès, com Dan Dare, i alguns llibres sulfurosos, com la sèrie eròtica Gwendoline de John Willie (un èxit de llibreria que ajudarà molt a les finances) o La Baronne Steel de Jim. Blanche Epiphanie de Georges Pichard i Jacques Lob ofereix la garantia d'una telenovel·la poc convencional. L'editorial també publica l'any 1977, amb el Necronomicon de H. R. Giger, la seva primera col·lecció d'il·lustracions.
Aquesta política d'àlbums va permetre als Humanoïdes Associés constituir ràpidament un important fons d'un cert valor econòmic, gràcies al qual l'editorial va poder superar les greus dificultats de gestió que va trobar en els seus primers anys (préstecs a tipus abusius, costos de fabricació elevats, manca de recuperació de les factures, etc.). Es creen col·leccions determinants, com ara «Xanadu», que publica còmics americans en gran format (nou títols, 1983-1985) o «Autodafé», que publica còmic d'autor (incloent-hi el primer manga distribuït a les llibreries, Gen d'Hiroshima de Keiji Nakazawa) en format novel·la i que, inquietant tan llibreters com públic, no té èxit (sis títols el 1982-1983).
De 1976 a 1978, Les Humanoïdes associés va publicar una segona revista, Ah<span typeof="mw:DisplaySpace" id="mwjw">&nbsp;</span>! Nana, dirigida per dones (Janic Guillerez, inicialment assistida per Anne Delobel), i que publica exclusivament (o gairebé exclusivament) obred d'autores. Aquest projecte innovador, que va aparèixer en un entorn encara molt dominat pels homes, es va veure, però, aturat per la prohibició de vendes a menors i per un problema crònic de poques vendes. Al maig de 1977, es va publicar Ciné Fantastic (il·lustrat per Jean-Paul Nail i Jean-Pierre Bouyxou), que malauradament es va quedar amb un sol número. Uns anys més tard, constatant una inflació de títols als quioscos, Dionnet va intentar augmentar-hi la presència de Les Humanoïdes Associés. Métal (hurlant) Aventure, dedicat al còmic d'aventures, i Rigolo ! , una tira còmica humorística mensual, es van llançar el 1983. Aquest últim va desaparèixer l'estiu de 1984, i el primer va seguir el mateix destí el juny de 1985.
A l'abril de 1977, la revista Métal Hurlant va ser publicada en anglès per al mercat nord-americà, sota el nom de Heavy Metal. En un principi, la revista publicava principalment autors europeus, abans de passar a donar lloc, a poc a poc, als autors locals. Heavy Metal va permetre la difusió del còmic europeu als Estats Units, on Mœbius, com a tot arreu, va influir en molts autors. A finals de la dècada de 1980, la capçalera va aconseguir una total autonomia de l'editorial Les Humanos. Encara existeix l'any 2011, tot i que les seves vendes han disminuït molt des de principis dels anys 2000.
Aquests èxits i fracassos mantenen les dificultats financeres de Les Humanos i compliquen la composició dels accioniestes. Així, l'abril de 1980, l'editorial era mig propietat d'un impressor espanyol amb el qual s'havia endeutat i, per la resta, de nombrosos petits accionistes, principalment autors històricament vinculats a l'editorial (Druillet, Mœbius, Margerin, Gillon).

### El mercat americà
El 1999, Fabrice Giger, que havia comprat Les Humanoïdes Associés el 1988, va fundar Humanoids Publishing per publicar els títols emblemàtics del catàleg de l'editorial als Estats Units, però també per descobrir nous talents nord-americans i vendre drets derivats. Fou assistit per Justin Connolly. Diversos títols emblemàtics del catàleg francès foren traduïts: Bouncer, Les Terres creuses, La Caste des Méta-Barons, La triologia de Nikopol, Les Technopères, Le Lama blanc, les obres de Pierre Christin i Enki Bilal, L'Incal, Olivier Varèse, Exterminateur 17, Yves Chaland, etc. L'any 2002, Les Humanoids va publicar la versió anglesa del nou Métal hurlant, que va desaparèixer dos anys més tard.
El gener de 2004, Les Humanoids va unir forces amb DC Comics. Les obres de Les Humanoides es van integrar llavors al catàleg de DC Comics sota la direcció de Paul Benjamin, la qual cosa els va donar una major visibilitat. A canvi, l'editorial americana va adquirir els drets mundials de les versions en anglès dels àlbums. Alguns dels llibres publicats des de l'any 1998 es reediten, mentre que altres sèries es tradueixen (El Niño, Victor Levallois, Megalex, Basil et Victoria, etc.). No obstant això, aquests àlbums luxosos i cars no van tenir èxit i, l'abril de 2005, DC va anunciar la fi de l'acord.
L'any 2007 es va signar un acord amb Image Comics per a la distribució nord-americana de Lucha Libre. El juliol de 2008, Humanoids va unir forces amb Devil's Due per distribuir una vegada més traduccions de la col·lecció Les Humanoïdes Associés. Els àlbums es venen aquesta vegada en format de còmic per no confondre els lectors nord-americans. S'estan traduint noves sèries (The Zombies Who Ate the World, I Am Legion, etc.).
El juny de 2010, Les Humanoïdes associés va decidir reprendre la distribució de les traduccions elles mateixes interrompent l'acord amb Devil's Due. Fidel als seus hàbits, Humanoids està reutilitzant traduccions antigues alhora que ofereix noves sèries europees (The Whispering Manor, The Crowned Heart, The Day of the Magicians, etc.) i sèries americanes (Flywires, Aftermath, etc.).

### Còmics digitals
Des de la dècada de 1990, l'editorial s'interessa per digitalitzar els continguts del seu sector. Aquesta època va estar marcada pel desenvolupament de la informàtica de consum i l'arribada d'internet a les llars particulars. Aleshores, les resolucions de pantalla i les velocitats de bits eren insuficients per transmetre informació a una velocitat i una qualitat satisfactòries  i, per tant, va ser en forma de CD-Roms que es van materialitzar els primers experiments de còmics digitals dels Humanos. La trilogia de Nikopol d'Enki Bilal i Gulliveriana de Manara es troben a la col·lecció «Digital comics», però els resultats seran decebedors i els editors de còmics donen l'esquena al digital per concentrar-se en el seu negoci principal, publicant en format paper.
Més tard, a finals dels anys 2000, Humanos va aprofitar la proliferació dels telèfons intel·ligents per crear una nova experiència de digitalització dels seus continguts. Aquesta aplicació, que llavors s'anomenava «VidéoBD», va permetre als lectors connectats experimentar una forma de tira còmica digital a través d'un àlbum retallat, doblat pels actors, amb so i editat en un fitxer de vídeo. Posteriorment, diverses empreses d'informàtica i internet, «multinacionals de l'electrònica, gegants del web i start-ups [que] ho veuen com una font de beneficis, un territori que no ha de fugir de la desmaterialització ni de la tecnologia», decideix abordar aquest mercat i llançar noves maneres de posar continguts disponibles. Les Humanoïdes associés cediran els seus drets a dues d'aquestes empreses, per tal de posar a disposició el seu contingut.
La dècada de 2010 va inaugurar una nova era per als còmics digitals amb l'arribada de tauletes digitals com l'iPad. Per beneficiar-se d'aquest nou suport, Les Humanoïdes associés ha decidit procedir a la digitalització sistemàtica del seu catàleg, que ara ha de ser accessible digitalment, fins i tot abans de la seva publicació a les llibreries. El sistema funciona amb una aplicació en línia que permet veure contingut en streaming. Al seu bloc, l'editorial també anuncia que aviat s'implementarà una aplicació de pagament a través de l'Apple store.

### La renovació del catàleg
Després de diversos anys de crisis que la van portar a vendre algunes de les seves sèries històriques, l'editorial va sorgir a finals del 2009 de la recuperació en què portava prop de 18 mesos. Recentment, ha estat gaudint d'un èxit renovat gràcies, en particular, a determinades sèries noves com Crusades, La Légende des nuées écarlates, Les Épées de verre, Carthago o bé Le Manoir des murmures.
L'editorial també ha provat a publicar manga europeu, incloent Omega Complex i BB Project. Si bé els dos exemples anteriors es van publicar en format manga clàssic, autors d'estil asiàtic o fins i tot d'origen asiàtic també han publicat obres en formats més europeus o mixtes. Així, la sèrie Ecube, escrita per Iovinelli i dibuixada per Dall Oglio, és una d'aquestes. Crusades està escrit per europeus i dibuixat per un artista xinès, amb un estil a mig camí entre el còmic i el manga.

### Diversificació
Les Humanoïdes Associés van integrar el segell La Boîte à bulles al seu grup editorial (2003), aportant especialment la seva experiència en màrqueting i distribució. Aquest segell complementa l'oferta editorial del grup i se centra més en les llibreries generalistes, mentre que el segell Humanos s'adreça principalment a les llibreries especialitzades.

## Publicacions

### El desenvolupament d'universos multisèries
A partir d'una pràctica habitual als Estats Units, Les Humanoïdes associés han desenvolupat universos multisèries. El més conegut d'aquests còmics, que estan disponibles en diverses sèries, és L'Incal.

#### L'Incal
Creat per Jodorowsky i Moebius per al còmic L'Incal, aquest univers s'ha desenvolupat, al llarg dels anys, a través de múltiples sèries. Així, els títols Avant l'Incal, Final Incal, Après l'Incal, Les Technopères, Megalex, Dayal de Castaka, La Caste des Méta-Barons o fins i tot, més recentment, Les armes du Méta-Baron són tots volums que desenvolupen i comparteixen el mateix món.
Amb motiu del trentè aniversari de L'Incal, l'editorial ha decidit destacar el seu univers dedicant-li un bloc que té com a objectiu enllaçar les seves sèries. Fins ara, el món de l'Incal s'ha convertit en 35 volums de còmics, i l'editorial continua el seu desenvolupament a través de dues sèries, Castaka i Final Incal.

#### Altres universos multisèries

##### Lucha Libre
Creat per Jerry Frissen, Lucha Libre és l'altre gran univers desenvolupat en multisèries per Les Humanoïdes associés. Aquestes sèries tenen lloc al nostre món i exploren la vida quotidiana de lluitadors mexicans jubilats i fracassats en les seves passejades urbanes. A mig camí entre la sèrie còmica i el comic-book de superherois, Lucha Libre és la sèrie que probablement més ha destacat aquest últims anys entre les publicacions de Les Humanoïdes Associés. Després d'una primera edició en llibrets anomenada «anthologies» de l'editor, on es publiquen diverses sèries juntes en un mateix volum, cada títol es reedita en format clàssic de tapa dura.

##### Santuaire
L'any 2001, Les Humanoïdes associés va publicar el primer volum de la trilogia Sanctuaire, una sèrie escrita per Xavier Dorison i dibuixada per Christophe Bec que s'ha convertit en una sèrie insígnia del catàleg de l'editorial. Uns anys més tard, l'any 2007, l'editorial va publicar Sanctuaire Reminded, una adaptació del conte en format manga de l'artista Riccardo Crosa i el guionista Stéphane Betbeder. També van produir una adaptació en cinc volums utilitzant els codis de la sèrie de televisió, publicada entre 2009 i 2012 amb el nom de Sanctuaire Redux. Les tres sèries expliquen la mateixa història utilitzant diferents codis narratius.

### Revistes en premsa
- Métal Hurlant (1975-1987, 2002-2004)
- Ah ! Nana (1976-1978)
- Casablanca (número 0, finals de 1982)
- Métal hurlant Aventure (1983-1985)
- Rigolo ! (1983-1984)
- Shogun Mag i els seus derivats (2006-2007)